# Иборра, Висенте
Висе́нте Ибо́рра де ла Фуэ́нте (исп. Vicente Iborra de la Fuente; 16 января 1988, Монкада) — испанский футболист, выступавший на позиции полузащитника.

## Карьера
Иборра начинал карьеру в академии «Леванте». В сезоне 2007/08 он впервые был вызван в состав первой команды. 9 января 2008 года Иборра дебютировал за клуб в матче Кубка Испании против «Хетафе». 13 января 2008 года он дебютировал в чемпионате Испании в матче против мадридского «Реала» (0:2). 30 марта 2008 года, в матче против «Альмерии» (1:2), Иборра забил первый гол за «Леванте». Осенью 2009 года Иборра продлил контракт с валенсийским клубом до 2014 года.
16 августа 2013 года Иборра перешёл в «Севилью» за 6 миллионов евро, подписав контракт до 2018 года.
4 июля 2017 года «Севилья» на официальном сайте объявила о переходе Иборры в английский «Лестер Сити». Сумма трансфера составила 14 миллионов евро. Игрок подписал контракт до 2021 года.

## Личная жизнь
У Висенте и его жены Аранчи есть сын Марио (род. 30.05.2013).

## Достижения
«Севилья»
- Победитель Лиги Европы УЕФА (3): 2013/14, 2014/15, 2015/16

«Вильярреал»
- Победитель Лиги Европы УЕФА: 2020/21

«Олипиакос»
- Победитель Лиги Конференций УЕФА: 2023/24